# Heinz Berendt
Heinz Chaim Berendt (* 21. Februar 1911 in Berlin; † 2. November 1996 in Jerusalem) war ein deutsch-israelischer Zahnarzt und Parapsychologe.

## Leben
Berendt studierte von 1929 bis 1933 Medizin und Zahnheilkunde in Berlin. 1933 zum Dr. med. dent. promoviert, brach er sein medizinisches Studium nach der Machtergreifung der Nationalsozialisten ab und emigrierte zunächst nach Dänemark, dann 1936 nach Palästina. Dort war er zunächst als Schulzahnarzt tätig und eröffnete eine zahnärztliche Privatpraxis. 1956 wurde er Dozent für Zahnärztliche Radiologie an der zahnärztlichen Abteilung der Hebräischen Universität Jerusalem. Zeitweilig war er auch Vorsitzender der Israelischen Zahnärztlichen Vereinigung und der Israelischen Gesellschaft für Orthodontie.
Als prominenter Vertreter der Parapsychologie leitete er Studien zur Fähigkeit des Metallbiegens („Geller-Effekt“). 1958 gründete er gemeinsam mit anderen die Parapsychologische Studiengruppe Jerusalem, aus der später die Israelische Parapsychologische Gesellschaft (Israel Parapsychology Society) hervorging, deren Präsident er von 1962 bis 1977 war. 1966 veröffentlichte er eine Einführung in die Parapsychologie in Hebräisch, die drei Auflagen erreichte und unter anderem auf Deutsch, Englisch und Esperanto übersetzt wurde. In den Jahren 1983 bis 1986 folgten drei Taschenbücher über Themen der Parapsychologie.

## Deutschsprachige Werke
- Einführung in die Parapsychologie. Urban-Taschenbücher Bd. 143. Kohlhammer, Stuttgart 1972, ²1974
- Telepathie und Hellsehen. Was wissen wir darüber? Herderbücherei Bd. 1022. Herder, Freiburg 1983
- Sprung über die Zeit. Vorschau in parapsychologischer Sicht. Herderbücherei Bd. 1142. Herder, Freiburg 1985
- Jenseits des Möglichen? Metallbiegen durch seelische Kraft. Einführung in die Psychokinese mit dokumentarischen Photos. Herderbücherei Bd. 1225. Herder, Freiburg 1986
- Als Herausgeber: Wilhelm von Scholz: Der Zufall und das Schicksal. Erweiterte Neuausgabe als Herder-Taschenbuch. Herder, Freiburg 1983